# ريتشارد وليامز (ملاكم)
ريتشارد وليامز (بالإنجليزية: Richard Williams)‏ (9 مايو 1971 - ) هو ملاكم بريطاني، صنّف ضمن فئة الوزن المتوسط السوبر ‏ والوزن المتوسط الخفيف ‏ ووزن خفيف الوسط ‏ والوزن المتوسط.

## إحصائيات
خاض خلال مسيرته 27 نزالا، تعادل في 1 .

## روابط خارجية
- ريتشارد وليامز على موقع بوكس ريك (الإنجليزية) (registration required)